# Редчайший шмель
Шмель редчайший (лат. Bombus unicus) — вид насекомых из семейства настоящих пчёл (Apidae). Занесён в Красную книгу России во вторую категорию — сокращающиеся в численности.
Ареал охватывает Приамурье и крайний юг Приморья, побережье Японского моря.

## Характеристики
Тело насекомого покрыто серыми волосками, имеющими желтоватый оттенок на спине и тергитах брюшка. На средней части спинки имеется широкая перевязь между основаниями крыльев из волосков чёрного цвета. Общая длина насекомых невелика от 16—17 мм у самок и около 13 мм у самцов. Шмели предпочитают луга и лесные поляны.